# Římskokatolická farnost Lhota u Malenovic
Římskokatolická farnost Lhota u Malenovic je územní společenství římských katolíků s farním kostelem svaté Anny v děkanátu Zlín. 

## Historie farnosti
Nejstarší písemná zmínka o obci pochází z roku 1362 a týká se placení mostného královskému městu Hradišti. Poté, co roku 1869 vyhořela velká část Lhoty, se obyvatelé rozhodli postavit kostel. Stavba začala roku 1890, posvětil jej 20. listopadu 1910 Antonín Cyril Stojan.

## Duchovní správci
Administrátorem excurrendo je od července 2016 R. D. Mgr. Miroslav Strnad.

## Bohoslužby
| Kostel            | Místo | Bohoslužba (den)            | Hodina                                        | Poznámka     |
| ----------------- | ----- | --------------------------- | --------------------------------------------- | ------------ |
| kostel svaté Anny | Lhota | neděle středa čtvrtek pátek | 10.30 8.00 (zimní čas) 19.00 8.00 (zimní čas) | farní kostel |

## Aktivity ve farnosti
Ve farnosti se pravidelně koná tříkrálová sbírka. Farnost je zapojena do projektu Noc kostelů.
V květu a červnu pořádá farnost festival Kulturní jaro, kdy jsou na programu besedy, koncerty, divadelní představení, poutě a setkání seniorů, ministrantů a dětí.